# Cowboys from Hell
Cowboys from Hell ist das fünfte Studioalbum der US-amerikanischen Metal-Band Pantera. Es wurde am 24. Juli 1990 via Atco Records veröffentlicht und von Terry Date produziert.
Cowboys from Hell wird von vielen Fans als das „offizielle“ Debüt der Band angesehen. Auf den vier vorangegangenen Alben spielte die Band noch Glam Metal, ohne damit nennenswerte Erfolge zu erzielen. Es war das erste kommerziell erfolgreiche Album von Pantera und erreichte Platz 23 der „Billboard Heatseekers Charts“.
Mit dem Album brachten Pantera frischen Wind in die Metal-Szene und wurde zu den Vorreitern des so genannten „Neo-Thrash“. Das Gitarrensolo des Songs „Cemetery Gates“ wurde von Lesern des Magazines „Guitar World“ auf Platz 35 der 100 besten Gitarrensoli aller Zeiten gewählt.
Das Guitar-World-Magazin wählte Cowboys from Hell auf Platz 11 der 100 besten Gitarrenalben aller Zeiten. Das Titellied wird für das PlayStation-2-Spiel Guitar Hero verwendet. Außerdem wird der Track „Cemetery Gates“ für das Gitarren-Lernspiel Rocksmith 2014 verwendet.

## Titelliste
1. Cowboys from Hell – 4:06
2. Primal Concrete Sledge – 2:13
3. Psycho Holiday – 5:19
4. Heresy – 4:45
5. Cemetery Gates – 7:03
6. Domination – 5:02
7. Shattered – 3:21
8. Clash with Reality – 5:15
9. Medicine Man – 5:15
10. Message in Blood – 5:09
11. The Sleep – 5:47
12. The Art of Shredding – 4:16